# Diplobatis guamachensis
The brownband numbfish (Diplobatis guamachensis) là một loài cá thuộc họ Narcinidae. Nó được tìm thấy ở Colombia, Thái Lan, và Venezuela. Môi trường sống tự nhiên của chúng là vùng biển mở.